# Prisaca Dornei, Suceava
Prisaca Dornei (germană Eisenau) este un sat în comuna Vama din județul Suceava, Bucovina, România.

## Istoric
După anexarea Bucovinei de către Imperiul Habsburgic (1775), autoritățile austriece au adus aici coloniști de origine germană, care proveneau din diverse regiuni ale imperiului și din landurile germane. În anul 1807 s-a format în capătul dinspre Câmpulung Moldovenesc al satului Vama, în lunca împădurită de sub culmea Hurghiș, o colonie germană cu numele de Eisenau. Aceasta era așezată pe partea stângă a cursului superior al Moldovei, la o distanță de 12 km sud-est de orașul Câmpulung Moldovenesc, în apropiere de defileul unde, conform legendei, voievodul Dragoș Vodă și-ar fi pierdut cățelușa Molda.
Primii coloniști germani au sosit la Prisaca Dornei (în germană Eisenau) în perioada 1807-1808 și erau mineri germani din Grundler (Slovacia). În 1810, evidențele austriece consemnau aici 38 familii de țipteri.  Până la mijlocul secolului al XIX-lea au continuat să vină și alți coloniști germani, care au lucrat ca mineri sau muncitori la fabrica de cherestea. Aceștia erau în majoritate de confesiune evanghelică (luterană), dar exista și o minoritate de romano-catolici. 
Coloniștii germani se ocupau cu exploatarea minereurilor. Aici a funcționat în trecut și o turnătorie (laminorul lui Manz) unde se produceau cuțite de plug, lopeți, târnăcoape, ceainice, variate tipuri de tablă și de oțel-balot și sârmă, iar ulterior au început să se confecționeze șine de cale ferată pentru liniile Lemberg-Cernăuți și Burdujeni-Iași.
După darea în exploatarea a liniei ferate Dărmănești-Câmpulung Moldovenesc (1888), în colonia germană Eisenau au sosit și italieni din Tirolul de Sud, care lucrau ca cioplitori în piatră, ei realizând monumentele funerare din majoritatea orașele Bucovinei, ba chiar și din Moldova (Iași, Botoșani). 
Comunitatea germană a continuat să crească până în 1918. Satul avea învățători care predau copiilor în limba germană, dar prima școală germană a fost înființată abia în 1902, la inițiativa lui Franz Neuhauser.  Etnicii germani au construit și biserici: o biserică protestantă (1821) și una catolică (1911). 
După Unirea Bucovinei cu România (1918), numărul germanilor din Prisaca Dornei s-a menținut constant. Învățământul a început să se desfășoare însă numai în limba română. 
Între anii 1938-1940 etnicii germani au fost mutați în zone ocupate de Germania Nazistă. România și Germania au încheiat o convenție prin care statul român se obliga să achite despăgubiri pentru fiecare clădire în parte, inclusiv pentru terenurile și pădurile germanilor care au emigrat.
Aici și-a început activitatea de pastor luteran episcopul Viktor Glondys.

## Obiective turistice
- Biserica romano-catolică din Prisaca Dornei - construită în 1911